# Eugène Fraysse
Pour les articles homonymes, voir Fraysse.
Jean Eugène Fraysse, né le 4 mai 1870 à Paris 18e et mort le 1er mai 1950 à Paris (16e arrondissement), est un footballeur français.

## Biographie
Eugène Fraysse est un des pionniers du football en France. Il est à l'origine du Club français dont il devient le premier capitaine. Avec son coéquipier Charles Bernat, Fraysse fait partie de la première équipe représentative de Paris (composée d'Anglais pour le reste) sélectionnée pour recevoir un club londonien.
En 1895, Fraysse devient président de la Commission d'association (le nom d'alors du football) de l'Union des sociétés françaises de sports athlétiques (USFSA), la plus importante fédération nationale régissant le sport à cette époque.
Les deuxièmes Jeux olympiques de l'ère moderne ont lieu à Paris. Les champions de France 1899 et 1900, Le Havre Athletic Club, ne sont pas disposés à participer et l'Union des sociétés françaises de sports athlétiques (USFSA) demande à leur dauphin, le Club français, de participer. Cela a probablement aussi pour objectif d'attirer plus de spectateurs et de faire des économies. Cette équipe, renforcée par trois joueurs d'un autre club parisien, ne porte pas de maillot aux couleurs de leur club mais des maillots blancs avec les cinq anneaux des Jeux olympiques. Les trois joueurs invités sont Eugène Fraysse (Racing Club de France), qui occupe aussi un poste de dirigeant à l'USFSA et deux de ses partenaires de club, Gaston Peltier et René Ressejac-Duparc. Il est le premier capitaine d'une « sélection nationale » française lors d'une compétition officielle, en l'occurrence le Club français lors du tournoi olympique de démonstration de Paris en 1900, occupant alors le poste de centre droit lors de la 1re rencontre du 20 octobre.
Eugène Fraysse écrit en collaboration avec l'anglais Alfred Tunmer (ancien joueur du Standard Athletic Club) et son frère Neville Tunmer (tous deux futurs fournisseurs équipementiers de l'équipe de France) le premier ouvrage français relatif au football, Football association, publié aux éditions Armand Colin en 1897 et consacré aux « associations françaises » (clubs) de l'époque (suivi de plusieurs rééditions jusqu'en 1913).

## Palmarès
Outre une distinction de vice-champion olympique en 1900, Eugène Fraysse est champion de France USFSA en 1896 avec le Club français, champion de la ville de Paris en 1896, 1899, et 1900 (l'année olympique), mais aussi vainqueur de la Coupe Manier à plusieurs reprises.

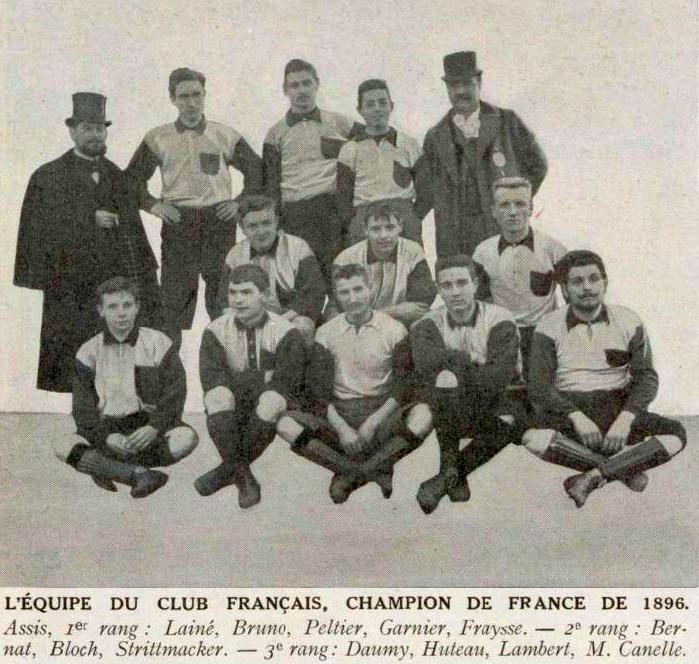
Le Club français, champion de France en 1896 (Fraysse est tout à droite, assis au 1er rang).
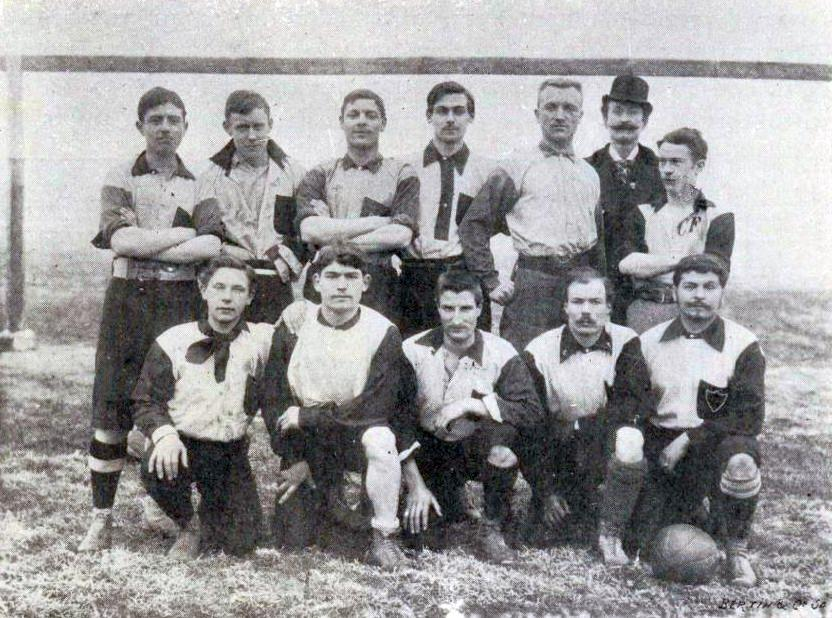
Le Club français opposé aux English Ramblers en décembre 1897. Fraysse est au 1er rang à droite.
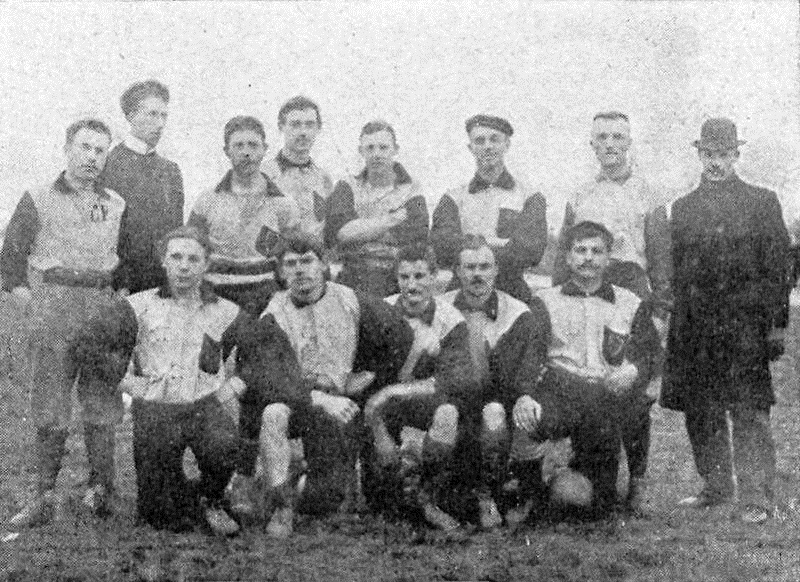
Le Club français finaliste du championnat de France 1898. Fraysse est au 1er rang à droite.
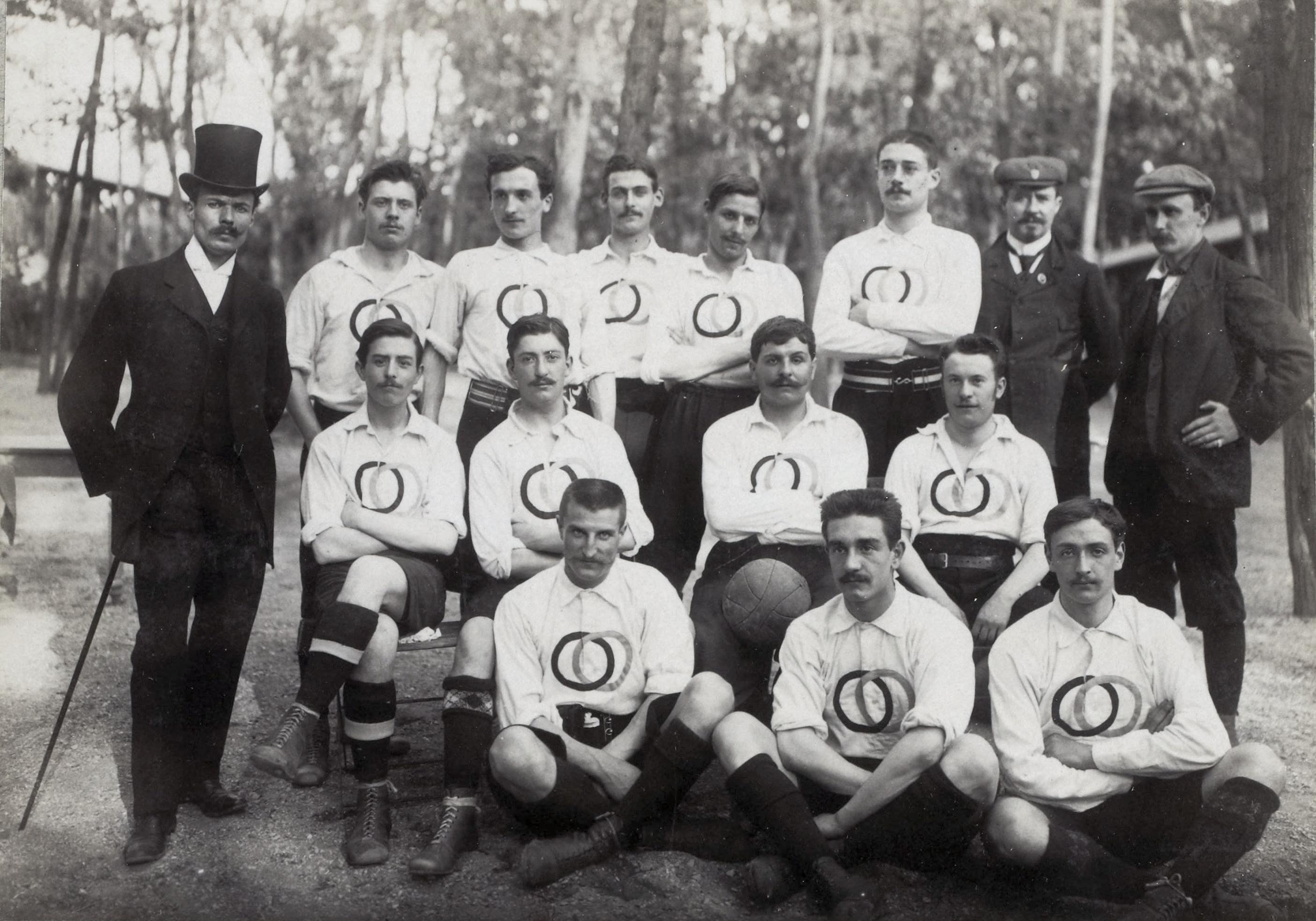
Fraysse, au 2e rang, 3e depuis la gauche, lors des JO de 1900.

## Ouvrage de référence
- Pierre Denaunay, Jacques De Ryswick, Jean Cornu et Dominique Vermand, 100 ans de football en France, Paris, Atlas, juillet 1989, 376 p. (ISBN 2-7312-0743-4)

1. 1 2  Les tout débuts à Paris et en province, p. 16